# 모창
모창(sycosis, 毛瘡)은 모낭, 특히 턱수염 부위의 염증이다. 보통 구(진)농포성(papulopustular)과 만성으로 분류된다.

## 같이 보기
- 단순포진